# Jenkinsia stolifera
Jenkinsia stolifera är en fiskart som först beskrevs av Jordan och Gilbert, 1884.  Jenkinsia stolifera ingår i släktet Jenkinsia och familjen sillfiskar. Inga underarter finns listade i Catalogue of Life.